# Persea barbujana

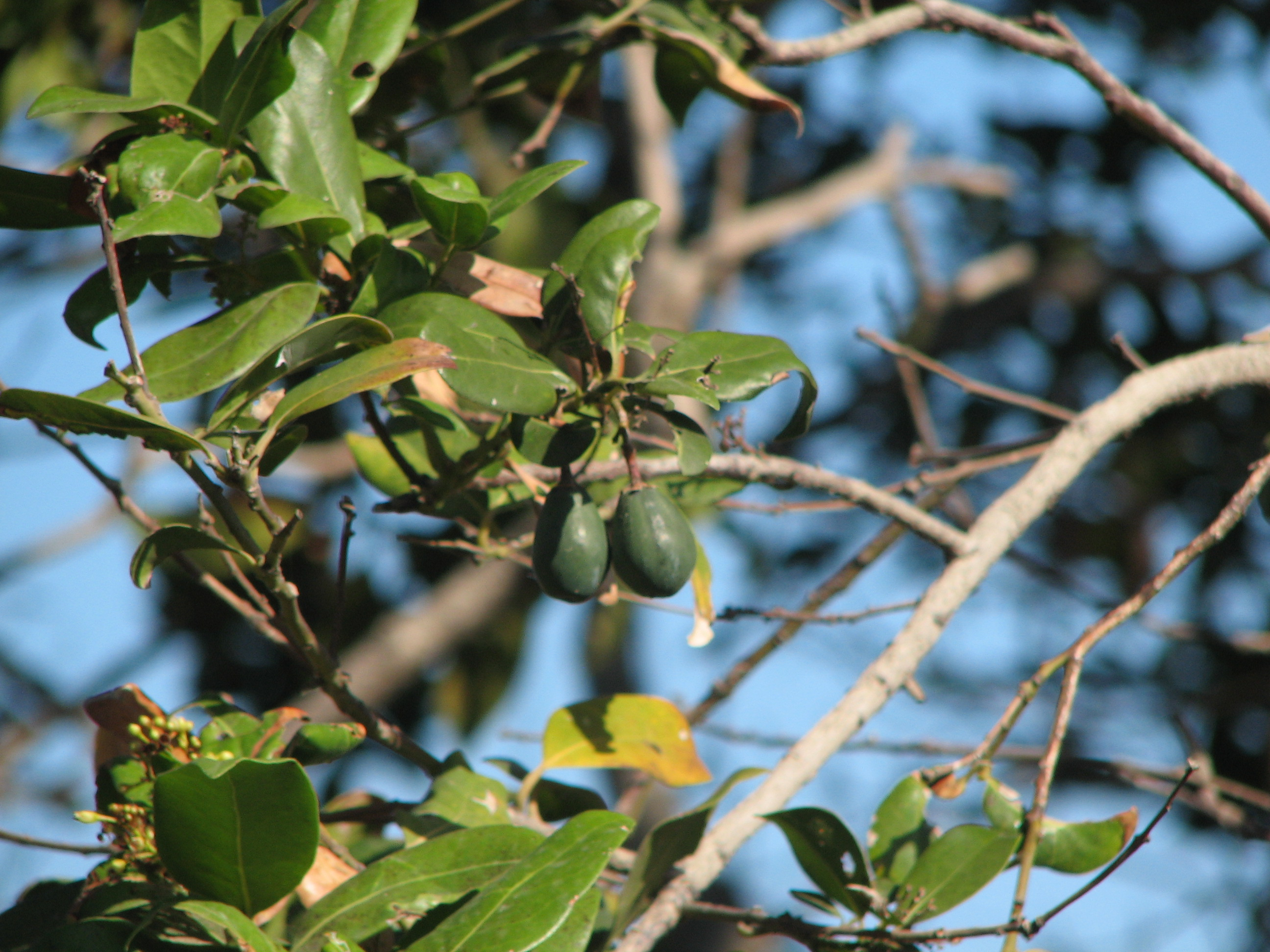
Fruits

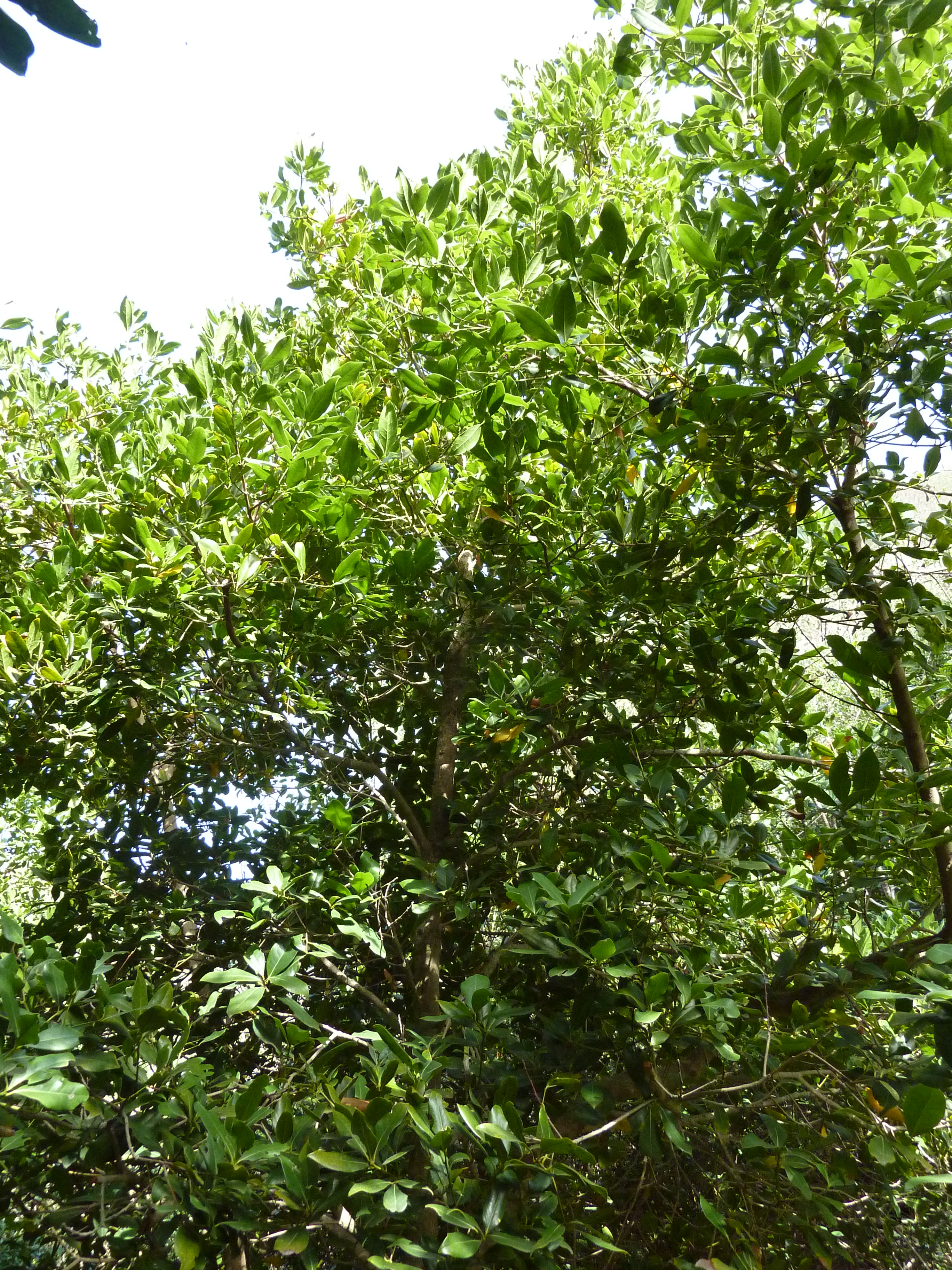
Port

Persea barbujana és una espècie de planta amb flors del gènere Persea dins la família de les lauràcies (Lauraceae). És una planta nativa de Madeira i de les illes Canàries.

## Descripció
És un arbre perennifoli i de creixement lent que pot atènyer els 25 metres d'altura. L'escorça és marronosa i relativament llisa, però amb l'edat s'esquartera es desprèn. Les fulles són simples amb un pecíol curt, de lanceolades a ovades, amb el marge sencer i coriàcies, de color verd fosc brillant a l'anvers. Les flors són petites, hermafrodites, groguenques i lleugerament fragants. Al gineceu hi ha nou estams i al gineceu l'ovari té un estil curt amb un estigma arrodonit. Les flors s'agrupen en inflorescències en panícula. El fruit és una baia el·lipsoidal d'entre un i dos centímetres i de color blau-negre a la maturitat.

## Taxonomia
Aquesta espècie va ser publicada per primer cop l'any 1801, sota el nom de Laurus barbujana, pel botànic valencià Antoni Josep Cavanilles i Palop (1745-1804). L'any 1846 el botànic anglès Philip Barker Webb (1793-1854) i el francès Sabin Berthelot (1794-1880) van incloure el tàxon al gènere Phoebe, amb el nom de Phoebe barbujana. L'any 1852 el botànic alemany Alexander Braun (1805-1877) va situar l'espècie dins el gènere Apollonias amb el nom d'Apollonias barbujana. A principis del segle xxi els estudis filogenètics van trobar que calia incloure el gènere Apollonias dins del gènere Persea. L'any 2017 els botànics David John Mabberley i Gonzalo Nieto Feliner van publicar el nom Persea barbujana a la quarta edició de l'obra Mabberley’s Plant-Book. A portable dictionary of plants, their classification and uses.

### Etimologia
- barbujana: epítet llatinitzat a partir del nom vernacle "barbuzano".

### Sinònims
Els següents noms científics són sinònims de Persea barbujana:
- Sinònims homotípics

- Apollonias barbujana (Cav.) A.Braun
- Laurus barbujana Cav.
- Phoebe barbujana (Cav.) Webb & Berthel.

- Sinònims heterotípics

- Apollonias canariensis (Willd.) Nees
- Apollonias canariensis var. major Meisn.
- Laurus barbusana Lowe
- Laurus barbusano Hochst. ex Webb & Berthel.
- Laurus borbonia Meisn.
- Laurus canariensis Willd.
- Laurus carolinensis Meisn.
- Laurus foetens Brouss. ex Meisn.
- Laurus nitida Masson ex Meisn.
- Laurus reticulata Poir.
- Laurus tomentosa Meisn.
- Persea canariensis (Willd.) Spreng.